# Apeadeiro de Santiago de Riba-Ul
O Apeadeiro de Santiago de Riba-Ul, originalmente apenas de Santiago ou de São Tiago (nome anteriormente grafado como "Thiago") é uma interface da Linha do Vouga, que serve a povoação de Santiago de Riba-Ul, no Distrito de Aveiro, em Portugal.

## Descrição

### Infraestrutura
O edifício de passageiros situa-se do lado nordeste da via (lado esquerdo do sentido ascendente, para Viseu).

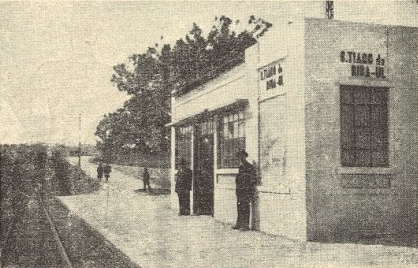
Fotografia do Apeadeiro de Santiago de Riba-Ul, publicada na Gazeta dos Caminhos de Ferro 1363 (Outubro de 1944)

### Serviços
Em dados de 2022, esta interface é servida por comboios de passageiros da C.P. de tipo regional, com oito circulações diárias em cada sentido, entre Espinho-Vouga e Oliveira de Azeméis.

## História
Este apeadeiro encontra-se no primeiro troço da Linha do Vouga, entre Espinho e Oliveira de Azeméis, que foi inaugurado em 21 de Dezembro de 1908. Originalmente tinha a categoria de paragem (um tipo de interface habitualmente sem qualquer infraestrutura), mas em 1985, com categoria de apeadeiro, apresentava edifício de passageiros, construído entretanto, situação que é típica de apeadeiros despromovidos da categoria de estação.